# Michał Romanow (1861–1929)
Michał Michajłowicz Romanow, ros. Михаил Миха́йлович Романов (ur. 22 września?/4 października 1861 w Petersburgu, zm. 26 kwietnia 1929 w Londynie) – rosyjski arystokrata, wielki książę Rosji; wojskowy w stopniu pułkownika.

## Życiorys
Urodził się jako trzecie dziecko i drugi syn wielkiego księcia Michała Nikołajewicza i Olgi Fiodorowny Romanowów. W 1862 rodzina przeniosła się do Tbilisi. Nauki pobierał u domowych guwernantów. Przygotowywany do kariery w wojsku otrzymał spartańskie wychowanie. Jako nastolatek uprawiał wyczynowo jeździectwo. Zaniedbywany przez ojca, pochłoniętego pracą państwową i wojskową, pod wymagającym okiem matki, wyrastał w atmosferze wyobcowania. W 1877–1878 wziął udział w wojnie rosyjsko-tureckiej. W 1878 r. awansowany na pułkownika, służył w Lejb-Gwardyjskim Pułku Jegrów. W 1882 powrócił do Petersburga, gdzie oddawał się rozrywkom, zwłaszcza hazardowi. W 1885 r. zlecił Maximilianowi Messmacherowi zaprojektowanie własnej siedziby (budowę ukończono w 1891).
W 1886 r. rozpoczął podróż po Europie. Wiosną tego roku ubiegał się w Londynie o rękę Marii Teck, jednak został odrzucony. W ciągu kolejnych lat bezskutecznie poszukiwał małżonki, odrzucany kolejno przez Irenę z Hesji-Darmstadt i Ludwikę Koburg. Próbował też szczęścia wśród osiadłej we Francji polskiej szlachty, jednak propozycja ożenku z Magdaleną Collana-Walewską (1869–1955), wnuczką Aleksandra, spotkała się z ostrym sprzeciwem matki wielkiego księcia. W 1888 r. powrócił do Rosji, gdzie wikłał się w burzliwe romanse. Kolejny projekt małżeństwa z Jekatieriną Ignatiewą (1869–1914), córką Nikołaja, został zaaprobowany przez cara Aleksandra III. Jednak Olga Fiodorowna nie wyraziła zgody również na ten związek i wysłała syna w podróż za granicę.
Podczas pobytu w Nicei w 1890 r. Michał Michajłowicz poznał Zofię von Merenberg, która pomimo że była hrabianką i wnuczką Aleksandra Puszkina, również mogła być uznana przez cara za osobę nierówną stanem społecznym. Dlatego nie czekając na odpowiednie zezwolenia dworu para wzięła ślub już 26 lutego 1891 w San Remo (związek morganatyczny). Samowola wielkiego księcia wywołała skandal na dworze carskim. Został on zdegradowany w służbie wojskowej i pozbawiony stanowiska adiutanta dworu. Olga Fiodorowna na wieść o decyzji syna doznała załamania nerwowego i udała się na Krym dla podreperowania zdrowia; jednak zmarła na atak serca jeszcze w czasie podróży. Okoliczności tej śmierci ściągnęły na Michała Michajłowicza oskarżenia rodziny o narażenie na szwank delikatnej natury matki. Wzbroniono mu więc wzięcia udziału w jej pogrzebie. Został też zobowiązany przez cara do udania się na emigrację.
W 1892 r. małżeństwo przyjęło zaproszenie wuja Zofii von Merenberg, Adolfa, wielkiego księcia Luksemburga. Tam otrzymała dla siebie i swojego przyszłego potomstwa tytuł hrabiny de Torby. Początkowo zamieszkali w Wiesbaden, aby następnie osiąść w Cannes. Michał Michajłowicz utrzymywał dom z dochodów osiąganych z własności rozlewni wody i zakładu uzdrowiskowego w Bordżomi. Pozwoliło mu to na wygodne życie oraz zaangażowanie się w inwestycje handlowe, działalność charytatywną i wspieranie kultury, m.in. budowy cerkwi w Cannes oraz współorganizacji klubu golfowego. Wobec wojny rosyjsko-japońskiej (1904–1905) zorganizował tam szpital dla rannych oficerów. Od 1903 r. ocieplają się stosunki Michała Michajłowicza z najbliższą rodziną. Wakacje letnie chętnie spędzają w jego francuskiej rezydencji siostra, Anastazja oraz brat Aleksander. Za namową rodzeństwa gościł tu również ojciec Michaiła, reperując zdrowie po przebytym wylewie i pozostał tu aż do swojej śmierci (1909).
W 1899 r. za namową licznej grupy arystokracji brytyjskiej przeniósł się na Wyspy i zamieszkał w Keele. W 1902 r. rada miejska Newcastle-under-Lyme powierzyła mu urząd lorda wysokiego stewarta. W 1909 r. Michaił Michajłowicz przeprowadził się do Londynu. Tam został prezesem Hampstead General Hospital oraz Hampstead Art Society.

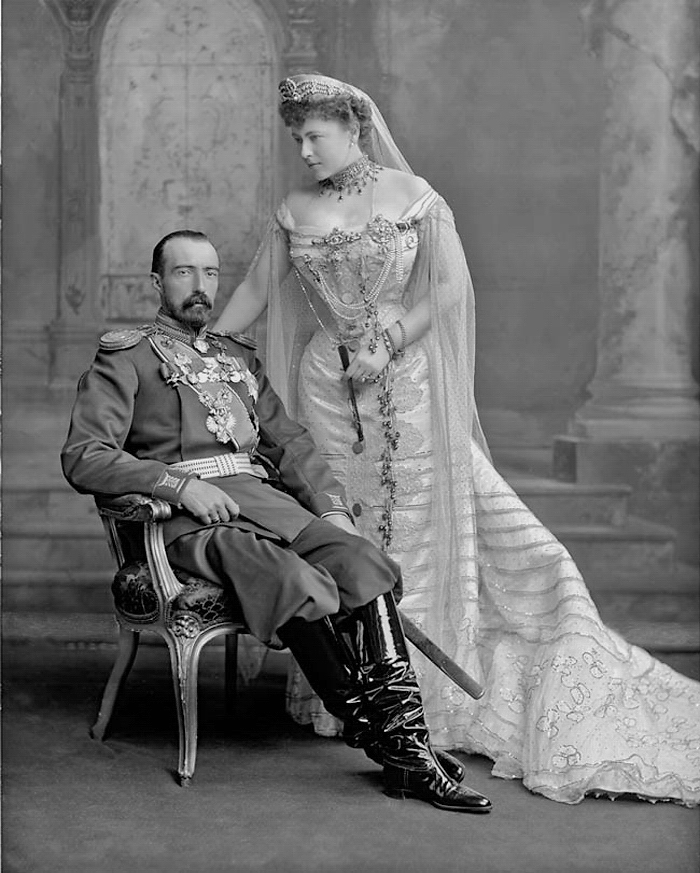
Michał Michajłowicz i Zofia de Torby, 1902

W 1912 r. Michał Michajłowicz został przywrócony do armii rosyjskiej, ponownie otrzymując stopień pułkownika z przydziałem do 49 Pułku Brzeskiego. W czasie I wojny światowej pozostał w Anglii. Został przewodniczącym komisji nadzorującej rosyjskie zamówienia zagraniczne na zakup broni. Był też pośrednikiem w zaciąganiu pożyczek przez skarb Rosji. W liście do Mikołaja II z 31 października 1916 przestrzegł cara przed zbliżającą się rewolucją, o której organizacji donosili brytyjscy wywiadowcy, oraz zalecał monarsze podjęcie głębokich reform społecznych i politycznych w kraju.
Po zakończeniu wojny i upadku caratu uzyskał rentę w wysokości 10 tys. £ rocznie ze skarbu Jerzego V.
Wiosną 1929 Michał Michajłowicz zachorował na grypę, w wyniku czego zmarł 26 kwietnia. Został pochowany na cmentarzu Hapstead w Londynie.

## Rodzina

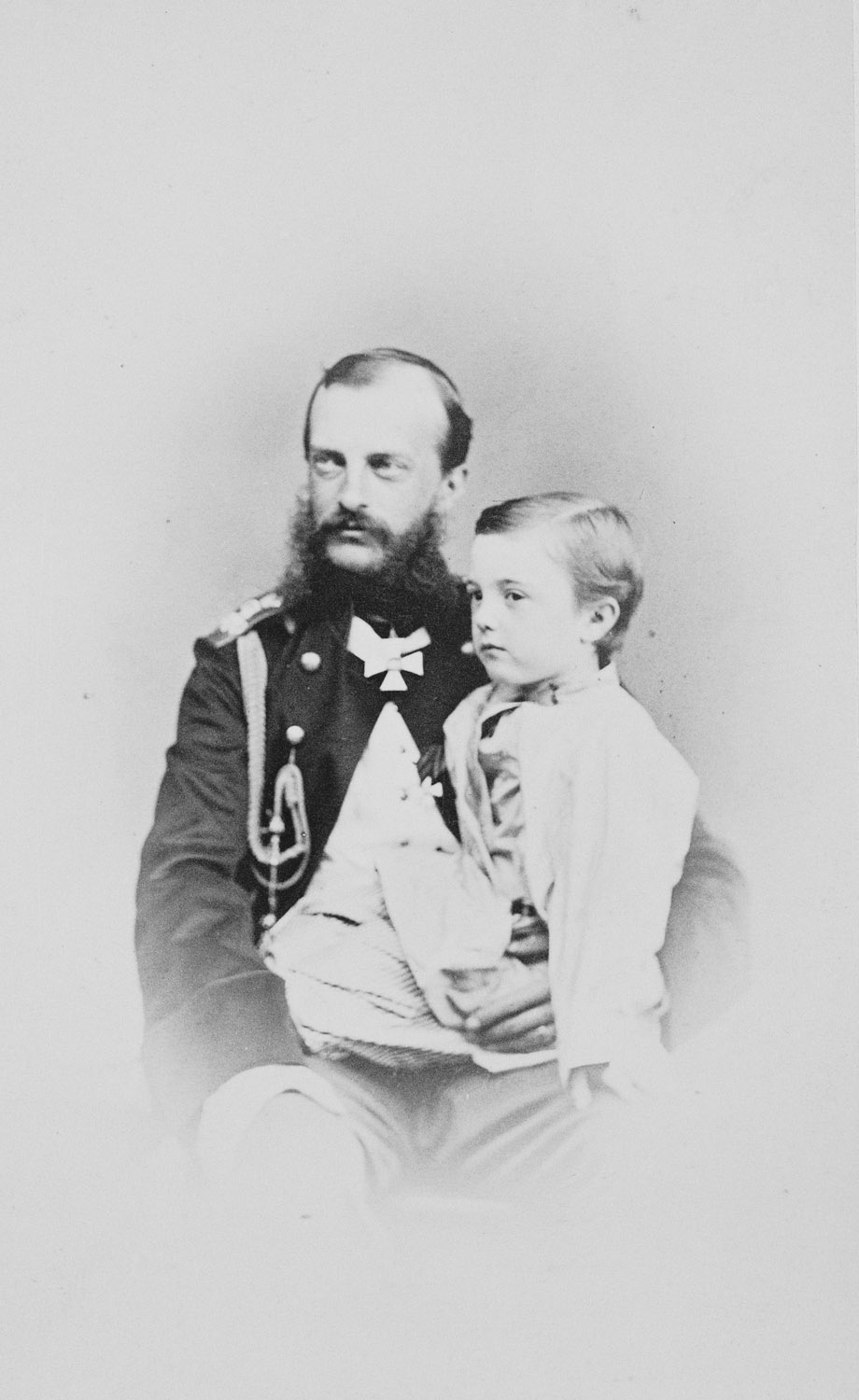
Michał Michajłowicz z synem Michałem, ok. 1865

Michał Michajłowicz Romanow i Zofia von Merenberg mieli troje dzieci, które utworzyły nowy ród hrabiów de Torby:
- Anastazję Michajłownę, zw. Zia (1892–1977): od 1917 żonę sir Harolda Wernhera (1893–1973).
- Nadieżdę Michajłownę, zw. Nada (1896–1963): od 1916 hrabinę Medina jako żona Jerzego Mountbattena (1892–1938).
- Michała Michajłowicza, zw. Boy de Torby (1898–1959).

## Odznaczenia
- Order Św. Andrzeja (1861),
- Order Św. Aleksandra Newskiego (1861),
- Order Św. Anny – I kl. (1861),
- Order Orła Białego (1861),
- Order Św. Stanisława – I kl. (1861),
- Order Św. Włodzimierza – IV kl. (5 maja 1884), III kl. (6 maja 1885),
- Krzyż Wielki Orderu Św. Stefana (1884),
- Krzyż Wielki Orderu Zbawiciela (),
- Krzyż Wielki Orderu Korony Wirtemberskiej (),
- Krzyż Wielki Orderu Ludwika (),
- Krzyż Wielki Orderu Lwa i Słońca (),
- Order Osmana – I kl. (),
- Krzyż Wielki Królewskiego Orderu Wiktoriańskiego (1901),
- Order Św. Aleksandra (),
- Order Wierności (),
- Order Korony Wendyjskiej (),
- Order Orła Czarnego (),
- Order Ernestyński (),
- Brązowy Medal Pamiątkowy Wojny Tureckiej (1878),
- Medal Pamiątkowy Koronacji Aleksandra III (1883),
- Odznaka Rosyjskiego Czerwonego Krzyża (1906),
- Odznaka Palestyńskiego Towarzystwa Prawosławnego (),

## Genealogia
| Prapradziadkowie                        | car Rosji Piotr III (1728–1762) ∞1745 caryca Rosji Katarzyna II Wielka (1729–1796) | ks. Wirtembergii Fryderyk II Eugeniusz (1732–1797) ∞1753 Fryderyka Dorota z Brandenburgii-Schwedt (1736– 1798) | kr. Prus Fryderyk Wilhelm II (1744–1797) ∞ 1769 Fryderyka Ludwika von Hessen-Darmstadt (1751–1805)   | w. ks. Meklemburgii-Sterlitz Karol II (1741–1816) ∞1768 Fryderyka Karolina z Hesji-Darmstadt (1752–1782) | margrabia Badenii Fryderyk (1703–1732) ∞1727 Anna Amelia Orańska (1710–1777)                             | baron Ludwik Henryk Geyer von Geyersberg (?–?) ∞? Maksymiliana Krystyna von Sponeck (?–?)                | kr. Szwecji Gustaw III (1746–1792) ∞1766 Zofia Magdalena von Oldenburg (1682-1750)                       | Karol Ludwik von Hochberg (1755–1801) ∞1775 Amelia Fryderyka von Hessen-Darmstadt (1754–1832)            |
| Pradziadkowie                           | car Rosji Paweł (1754-1801) ∞1776 Maria Fiodorowna (1759–1828)                     | car Rosji Paweł (1754-1801) ∞1776 Maria Fiodorowna (1759–1828)                                                 | kr. Prus Fryderyk Wilhelm III (1770–1840) ∞ 1793 Ludwika Augusta z Meklemburgii-Strelitz (1776-1810) | kr. Prus Fryderyk Wilhelm III (1770–1840) ∞ 1793 Ludwika Augusta z Meklemburgii-Strelitz (1776-1810)     | w. ks. Badenii Karol Fryderyk (1728–1811) ∞ 1787 Ludwika Karolina Geyer von Geyersberg (1768–1820)       | w. ks. Badenii Karol Fryderyk (1728–1811) ∞ 1787 Ludwika Karolina Geyer von Geyersberg (1768–1820)       | kr. Szwecji Gustaw IV Adolf (1778–1837) ∞1797 Fryderyka Dorota von Hochberg (1781–1826)                  | kr. Szwecji Gustaw IV Adolf (1778–1837) ∞1797 Fryderyka Dorota von Hochberg (1781–1826)                  |
| Dziadkowie                              | car Rosji Mikołaj I Pałkin (1796–1855) ∞1817 Aleksandra Fiodorowna (1798–1860)     | car Rosji Mikołaj I Pałkin (1796–1855) ∞1817 Aleksandra Fiodorowna (1798–1860)                                 | car Rosji Mikołaj I Pałkin (1796–1855) ∞1817 Aleksandra Fiodorowna (1798–1860)                       | car Rosji Mikołaj I Pałkin (1796–1855) ∞1817 Aleksandra Fiodorowna (1798–1860)                           | w. ks. Badenii Leopold von Hochberg (1790–1852) ∞ 1819 Zofia Wilhelmina von Holstein-Gottorp (1801-1865) | w. ks. Badenii Leopold von Hochberg (1790–1852) ∞ 1819 Zofia Wilhelmina von Holstein-Gottorp (1801-1865) | w. ks. Badenii Leopold von Hochberg (1790–1852) ∞ 1819 Zofia Wilhelmina von Holstein-Gottorp (1801-1865) | w. ks. Badenii Leopold von Hochberg (1790–1852) ∞ 1819 Zofia Wilhelmina von Holstein-Gottorp (1801-1865) |
| Rodzice                                 | Michał Nikołajewicz Romanow (1832–1909) ∞1857 Olga Fiodorowna (1839-1891)          | Michał Nikołajewicz Romanow (1832–1909) ∞1857 Olga Fiodorowna (1839-1891)                                      | Michał Nikołajewicz Romanow (1832–1909) ∞1857 Olga Fiodorowna (1839-1891)                            | Michał Nikołajewicz Romanow (1832–1909) ∞1857 Olga Fiodorowna (1839-1891)                                | Michał Nikołajewicz Romanow (1832–1909) ∞1857 Olga Fiodorowna (1839-1891)                                | Michał Nikołajewicz Romanow (1832–1909) ∞1857 Olga Fiodorowna (1839-1891)                                | Michał Nikołajewicz Romanow (1832–1909) ∞1857 Olga Fiodorowna (1839-1891)                                | Michał Nikołajewicz Romanow (1832–1909) ∞1857 Olga Fiodorowna (1839-1891)                                |
| Michał Michajłowicz Romanow (1861–1929) |                                                                                    | | | | | | | |